# Anežka Míšeňská
Anežka Míšeňská (před 1264? - po září 1332?) byla šlechtična, dcera Albrechta II. Míšeňského a jeho manželky Markéty Štaufské.
Anežka se v roce 1282 provdala za Jindřicha I. Brunšvicko-Lüneburského, se kterým měla 16 dětí.

## Potomci
- Alžběta
- Ota
- Albrecht
- Adléta Brunšvická
- Facie
- Anežka
- Jindřich II. Brunšvicko-Lüneburský
- Fridrich
- Adéla Brunšvická
- Konrád
- Matylda
- Arnošt I. Brunšvicko-Lüneburský
- Vilém Brunšvicko-Lüneburský
- Richardis
- Markéta
- Jan I. Brunšvicko-Lüneburský